# Foky Benedek
Foky Benedek (Bágyog, 1697. október 27. – 1753), szent Benedek rendi szerzetes, vasvári káptalani kanonok, prépost, tatai címzetes apát.

## Származása
A római katolikus nemesi származású Foky család sarja. Apja Foky János (fl. 1696–1729) (†1729), Vas vármegye alispánja 1724 és 1729 között, zalai és vasi földbirtokos, anyja a kisbarnaki Farkas családból való kisbarnaki Farkas Judit (fl. 1687–1702) volt. Az apai nagyapai dédapja Foky Imre (1570–1636), bécsi polgár, városi konzul, méz- és szilvakereskedő, aki 1623. november 18-án III. Ferdinánd magyar királytól nemességet és címeres levelet szerzett feleségével, Pitschin Katalinnal (1595–1656). Foky Benedek apai nagyapjának a fivére Foky Dániel (1626–1695), aki 1688 és 1691 között Bécs városának a polgármestere volt. Az anyai nagyszülei kisbarnaki Farkas Gábor (fl. 1673), földbirtokos és rábahídvégi Horváth Anna (fl. 1705) voltak. Foky Jánosné Farkas Judit apai nagyanyja kisbarnaki Farkas Mihályné zicsi és zajki Zichy Dorottya (fl. 1624) úrnő, aki a zicsi Zichy család köznemesi ágából való volt; kisbarnaki Farkas Mihályné Zichy Dorottyának a szülei zicsi és zajki Zichy Mihály (fl. 1583–1641), 1635-től Vas vármegye alispánja, földbirtokos, és domölki Dömölky Katalin voltak. Foky János alispánné kisbarnaki Farkas Juditnak az ükszülei zicsi Zichy György (fl. 1548–1604), Moson és Vas vármegye alispánja, földbirtokos és asszonyfalvi Ostffy Anna (fl. 1527–1558) voltak.
Foky Benedek fivére Foky László (1687–1762), rábahídvégi földbirtokos, akinek a  hitvese hertelendi Hertelendy Terézia. Foky László és Hertelendy Terézia unokája: báró Foky Zsigmond (1770–1823), ezredeskapitány, Katonai Mária Terézia-rend lovagja, földbirtokos. Foky Benedeknek az egyik húga Foky Judit (1700–†?), akinek a férje nemes Sümeghy Mihály (fl. 1716–1727), Zala vármegye főjegyzője, földbirtokos. Sümeghy Mihály és Foky Judit unokája: lovászi és szentmargitai Sümeghy József (1757–1832) Zala vármegye alispánja, királyi tanácsos, a zalai aulikusok egyik vezetője, földbirtokos.

## Élete
1717-ben a Pázmáneum növendéke. 1733-ban már vasvári káptalan olvasókanonok, tatai apát, méltóság, amelyet még 1745-ben töltötte be a vasvári káptalani prépost mellett is. A tatai címzetes apátok közül Foky Benedek, szombathelyi kanonok arról nevezetes, hogy 1737-ben az apátsági birtokok visszaadása ügyében pórt indított az akkori tatai földesúr gróf Esterházy József ellen. De mert a birtoknak sem mennyiségét, sem fekvését kimutatni nem tudta, a királyi tábla elutasító ítéletet hozott. 1733-ban már Szentmártonban járt, hogy az apátságot illető írásos bizonyítékokat összegyűjtse, majd 1737-ben pert indított Esterházy József gróf ellen az apátsági birtokok visszaadása végett, a királyi tábla azonban keresetét elutasította, így Esterházy birtokon belül maradt.
Foky Benedeknek fontos szerepet játszott a vasvári Szent Mihály társas-káptalani templom újra életre léptetés kísérletekben. A középkorban a templom tűzvész martaléka lett majd a török korszak alatt elnéptelenedett és a szakrális funkcióját elveszítette. A 18. század elején harmadrendi ferences remeték költöztek a templom mellé, és megpróbálták azt helyreállítani és ekkoriban a káptalan prépostja, Foky Benedek is kísérletet tett az egyház felépítésére, a szakrális funkció visszaállítására. Foky Benedek prépost a vasvári káptalani templom sekrestyéjéből Szent Mihály kápolnát alakított ki, de idővel ez az építmény is elenyészett.
Szakrális csodákban is volt része Foky Benedeknek, amelyeknek az egyike írásban is öröklődött meg; Foky Benedek, a vasvári káptalannak prépostja, a dömölki mezőn álló kápolnánál 1745 szeptember 4-ikén kiállított iratában eskü alatt vallotta, hogy Űrnapjának nyolcadában a plébánossal nagy sereg zarándokot vezetett a kápolnához és akkor nagy csodálkozására és ijedelmére látta, hogy a Mária-szobor mind a két szemét mozgatta; nem is csalódhatott látásában, mert háromszor is látta ezt a mozgást; ugyanakkor azt is látta, hogy a szobornak arca színében megváltozott, és ebben sem csalódhatott, mert ugyanazon napfényben látta.
A családi birtokmegtartásban is élénk szerepet játszott Foky Benedek. 1750. augusztus 6-án párisi és nagy-bátsi Bátsmegyey Antal a saját, továbbá Foky Benedek a vasvári káptalan prépostja, az egész Foky és Horváth család, mint Ipoltffy Lázár törvényes leszármazottjai nevében ünnepélyesen tiltakozik a veszprémi káptalan előtt Somssich Antal királyi tanácsosnak az Ipoltffy javakból kapott adománya ellen.